# Alchemilla iremelica
Alchemilla iremelica es una especie de planta del género Alchemilla, perteneciente a la familia Rosaceae.

## Taxonomía
Alchemilla iremelica fue descrita por Serguéi Yuzepchuk en 1951.

## Distribución
Se encuentra en el territorio este de la parte europea de Rusia y en el occidente de Siberia.